# Городские пижоны (фильм)
«Городски́е пижо́ны» (англ. City Slickers) — кинокомедия Рона Андервуда.

## Сюжет
Митч Роббинс и двое его друзей, устав от однообразной жизни, ищут приключений по всему миру. На 39-летие Митча, переживающего ярко выраженный кризис среднего возраста, друзья делают ему подарок: возможность поехать на Дикий Запад, чтобы на некоторое время стать ковбоем. Хозяин ранчо встречает гостей фразой: «Вы приехали сюда городскими пижонами, а вернетесь настоящими ковбоями!» Туристическая поездка оборачивается суровым испытанием, выдержать которое смогут только настоящие мужчины.
Сюжет «Городских пижонов» явно обыгрывает основную сюжетную линию классического голливудского вестерна «Красная река».

## В ролях
- Билли Кристал — Митч Роббинс
- Дэниел Стерн — Фил Берквист
- Бруно Кёрби — Эд Фурильо
- Патриша Уэттиг — Барбара Роббинс
- Джек Пэланс — Кёрли Уошбурн
- Хелен Слейтер — Бонни Рейбурн
- Джейн Медоуз — мама Митча
- Джеффри Тэмбор — Лу
- Джейк Джилленхол (дебют на большом экране) — Дэнни Роббинс

## Прокат
В прокат США фильм вышел 7 июня 1991 года. При бюджете в 27 000 000 долларов мировые кассовые сборы составили 179 000 000, из них 124 000 000 — в США.
В 1994 году вышло продолжение фильма «Городские пижоны 2. Легенда о золоте Керли».

## Награды
- 1992 — премия «Оскар» Джеку Пэлансу за лучшую мужскую роль второго плана
- 1992 — премия «Золотой глобус» Джеку Пэлансу за лучшую мужскую роль второго плана
- 1992 — кинопремия MTV Билли Кристалу за лучшую комедийную роль